# Вільям Краудер
Вільям Краудер (англ. William Crowther нар. 1936) — американський програміст, спелеолог та скелелаз. Відомий як співавтор комп'ютерної гри Colossal Cave Adventure (1975), яка відіграла важливу роль у розвитку ігрового дизайну першого десятиліття і дала початок жанру текстових пригодницьких ігор.

## Біографія
Краудер навчався в Массачусетському технологічному інституті (MIT), де в 1958 році отримав ступінь бакалавра в фізиці. Під час навчання познайомився з Патрісією, з якою одружився.
На початку 1970-х Краудер працював в компанії Bolt Beranek and Newman (BBN), що виконувала оборонні замовлення і працювала над створенням Інтернету. Він був учасником найпершої маленької групи розробників, яка працювала над проектом ARPANET. У проекті він відповідав за систему розподіленої векторної маршрутизації для ARPANET, яка стала важливим кроком в еволюції Інтернету.

### Пригода
Після розлучення з дружиною Краудер використовував вільний час для розробки текстової пригодницької гри на Фортрані для комп'ютера PDP-10, до якого мав доступ в BBN. Гру він створював як вид розваги для дочок, Сенді і Лори, які приїздили до нього в гості.
Краудер писав:
У той час я захоплювався некомп'ютерною рольовою грою Dungeons and Dragons, а також активно досліджував печери, зокрема Мамонтову печеру в Кентуккі. Несподівано сталось розлучення, що певною мірою вибило мене з колії. До того ж, мені не вистачало спілкування з дітьми. А ще я перестав досліджувати печери, так як відчував ніяковість, тому і вирішив побешкетувати і написати програму, яка б відтворювала мої дослідження печер, а також була б грою для дітей і, можливо, використовувала деякі аспекти Dungeons and Dragons. Моя ідея полягала в тому, щоб зробити комп'ютерну гру, яка не буде лякати людей, які не володіють навичками користування комп'ютером, і це була одна з причин, чому я зробив так, щоб гравець керував грою за допомогою введення слів природної мови, а не якихось стандартизованих команд. Мої діти сказали, що вийшло весело— 

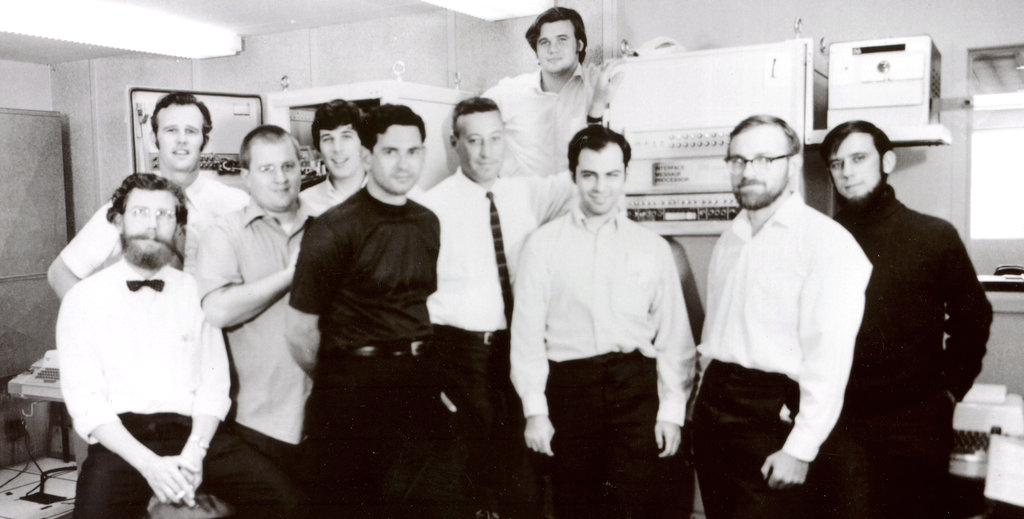
Команда IMP (зліва направо): Трутт Тетч, Білл Бартелл, Дейв Волден, Джим Гейсман, Роберт Кан, Френк Гарт, Бен Баркер, Марті Торп, Вільям Краудер, Северо Орнштейн

У Colossal Cave Adventure, або просто Adventure, гравець переміщується в уявній системі печер, шляхом введення простих команд з двох слів та читаючи текст, що описує результат. Краудер використав свої великі пізнання в спелеології в якості основи, а також переніс в гру багато локацій Мамонтової печери, особливо ділянки під назвою Бедквілт. У 1975 році Краудер поширив гру через ранню версію ARPANET.
Навесні 1976 року з ним зв'язався дослідник зі Стенфорда Дон Вудс і попросив дозволу на поліпшення гри. Краудер погодився, і Вудс розробив кілька удосконалених версій для PDP-10, розміщеного в Стенфордській лабораторії штучного інтелекту, де він працював. Протягом наступного десятиліття гра ставала дедалі популярнішою і була портована на інші операційні системи, включаючи платформу для персональних комп'ютерів CP/M.
Базова структура, винайдена Краудером (і частково заснована на текстовому парсері ELIZA), отримала розвиток в більш пізніх пригодницьких іграх. Марк Бланк і його команда, які створили Zork, вказали Adventure як джерело їх натхнення. Пізніше вони заснували компанію Infocom і випустили серію популярних текстових квестів.

### Спелеологія
Те, що дія Adventure відбувається у величезній печері, не випадково. У 1960-х і початку 1970-х років Краудер і його перша дружина Патрісія були активними дослідниками-спелеологами: обидва брали участь у багатьох експедиціях з пошуку з'єднання Мамонтової печери та печери Флінт-Рідж. Патрісія зіграла ключову роль в експедиції 9 вересня 1972 року, яка, нарешті, знайшла місце з'єднання.
Як член турклубу MIT з кінця 1950-х до початку 1960-х років, Краудер також зіграв важливу роль у розвитку скелелазіння в Шаванганці в штаті Нью-Йорк. Він почав сходження там в 1950-і роки. Краудеру належить першість в сходженні по декількох класичних маршрутах, включаючи Ерроу, Хуок, Мунлайт та Сенті. Обставини деяких сходжень викликали суперечки через використання шлямбурів для організації точки страховки при спуску — на той момент це була новинка, яку використовували лише Краудер та ще кілька скелелазів. Ухвалення спільнотою нової техніки стало важливим етапом еволюції етики скелелазіння в Шаванганці та за його межами.

## Подальша кар'єра
Краудер працював в Xerox PARC з 1976 по 1983 рік. У 1980 році він одружився з Ненсі Сандерс Бернс. Разом з друзями пара займалася скелелазінням в Йосеміті та інших місцях. У 1983 році Краудер пішов з Xerox назад в BBN. Він став активним учасником Аппалачського гірського клубу і щорічно допомагав навчати скелелазінню новачків.
У 1990-х роках Cisco Systems купила частину BBN, де працював Краудер. Він залишився в компанії до 1997 році. Зараз Краудер живе в Делансоні, штат Нью-Йорк зі своєю другою дружиною Ненсі.  